# Sidney Davis
Sidney Davis (* 20. Jahrhundert in Hollywood, Kalifornien) ist ein US-amerikanischer Filmschauspieler, Drehbuchautor und Filmproduzent, der 1969 für die Kurzfilmparodie De Düva: The Dove für einen Oscar nominiert war.

## Lebensnotizen
Sidney Davis arbeitete anfangs seiner Karriere als Comedian und Sketchschreiber für Radiosendungen. Größere Bekanntheit erreichte er für seine Mitarbeit an der oscarnominierten Kurzfilmparodie De Düva, für die er das Drehbuch schrieb und gemeinsam mit den Regisseuren George Coe und Anthony Lover als Produzent auftrat. Zudem spielte er im Film unter dem Namen Sid Davis die Rolle des Todes. In der Filmkomödie gehen die Gedanken eines Professors, der auf dem Weg zu einem Seminar ist, zurück in die Vergangenheit, als er sich mit einer Taube konfrontiert sieht. Der Film parodiert einige Werke des schwedischen Regisseurs Ingmar Bergman, so die Filmdramen Wilde Erdbeeren, wo ein Professor sich während einer Autofahrt ebenfalls mit Tagträumen und Erinnerungen herumschlägt und Das siebente Siegel, in dem ein Ritter einen Aufschub vom Tod erwirkt.
Davis war auch einer der Gründer der Fernseh-Show Saturday Night Live.

## Filmografie (Auswahl)
- 1968: De Düva: The Dove (Kurzfilm; Produzent, Autor, Darsteller)
- 1975, 1976: Saturday Night Live (Fernsehserie, Folgen
a) George Carlin/Billy Preston/Janis Ian
b) Buck Henry/Bill Withers, Toni Basil

## Auszeichnung
Oscarverleihung 1969
- Nominierung in der Kategorie „Bester Kurzfilm“ gemeinsam mit George Coe und Anthony Lover für den Film De Düva